# Stenocercus nigromaculatus
Espèce
Statut de conservation UICN

 DD  : Données insuffisantes
Stenocercus nigromaculatus est une espèce de sauriens de la famille des Tropiduridae.

## Répartition
Cette espèce est endémique du Pérou.

## Publication originale
- Noble, 1924 : New lizards from northwestern Peru. Occasional Papers of the Boston Society of Natural History, vol. 5, p. 107-113 (texte intégral).